# 다구포대

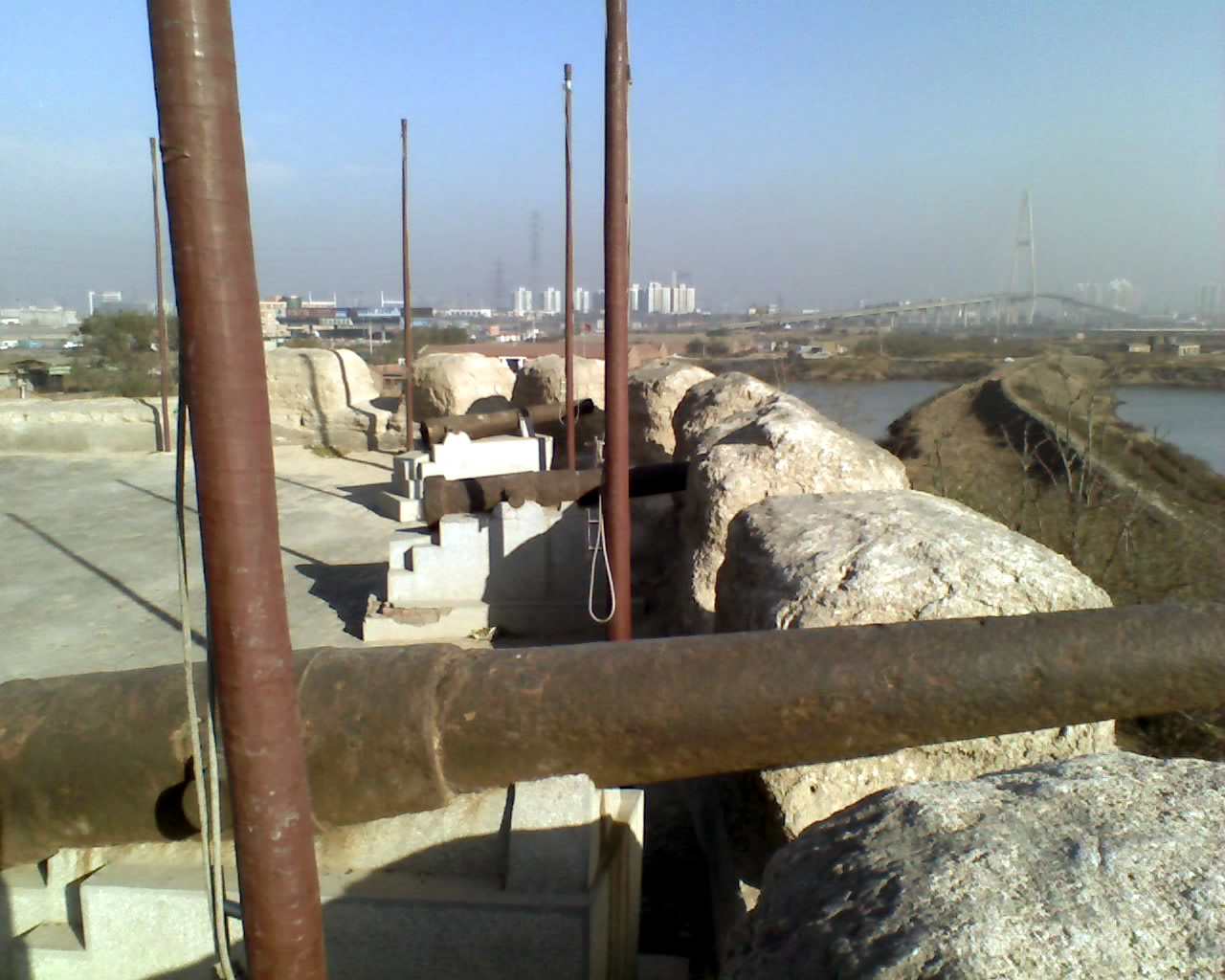
다구포대

다구포대(大沽砲台)는 중국 북경, 천진 바다의 관문에 해당 따구(현재의 톈진시 빈하이 신구)에 외국으로부터의 공격에 대비할 목적으로 구축된 포대이다. 전국중점문물보호단위와 텐진시 문물보호단위로 지정되어 있다.

## 개요
최초로 포대가 구축된 것은 명나라 가정제 시대인 1522년부터 1527년까지이다.
청나라 때인 1840년의 아편 전쟁에서 실제로 외국에서 공격의 가능성이 높아지자 다구포대는 더 강화된 위(威), 진(鎭), 해(海), 문(門), 고(高) 5가지 대형 포대와 20개의 작은 포대가 설치되었다.
또한 제2차 아편 전쟁에 의해 1858년 6월에 외국과의 불평등 조약인 톈진 조약을 맺자 청나라에서는 외세에 대한 반감이 커지고 있었기 때문에 흠차대신인 보르지기트 셍게린첸에게 다구포대를 증강하라는 명을 내린다. 셍게린첸은 1859년 6월의 다구 전투에서 영국 프랑스 연합군을 격퇴시켰지만, 결국 이듬해 1860년 8월 21일에 다구포대는 점령되었고, 10월 13일에는 베이징도 점령당했다.
1900년 청나라는 의화단 운동 중에 외국 열강으로부터 다구포대를 인도하라고 요구받았으나, 이를 거부했다. 그러자 열강 다구포대를 공격하고, 점령했기 때문에 청나라는 열강에 선전 포고했다. 그러나 청나라는 열강 8개국 연합군에 패배했고, 평화 협정인 베이징 의정서에서 다구포대를 철거하는 것이 명기되었다.
현재 포대 터 2개가 현존하고 있으며, 그 중 하나가 1988년에 보수되어 1997년 6월부터 공개하고 있다.

## 참고 문헌
- The Queen's Royal Surrey Regimental Association. “TAKU FORTS 1860”. 《Website of The Queen's Royal Surrey Regiment》. 2012년 2월 4일에 원본 문서에서 보존된 문서. 2015년 6월 7일에 확인함.
- Hahn, Thomas H. “The Taku and Beitang Forts near Tianjin”. 《Thomas H. Hahn Docu-Images》. 2015년 6월 7일에 확인함.